# Kakaowiec właściwy
Kakaowiec właściwy (Theobroma cacao L.) – gatunek rośliny z rodziny ślazowatych (Malvaceae), dawniej zaliczany do zatwarowatych (Sterculiaceae). Roślina pochodzi z wilgotnych lasów tropikalnych Ameryki Południowej i Środkowej, poza tym jest szeroko rozpowszechniony w uprawie. Obecnie największe powierzchnie upraw znajdują się w Afryce. Z nasion kakaowca właściwego wytwarza się proszek kakaowy oraz masło kakaowe.

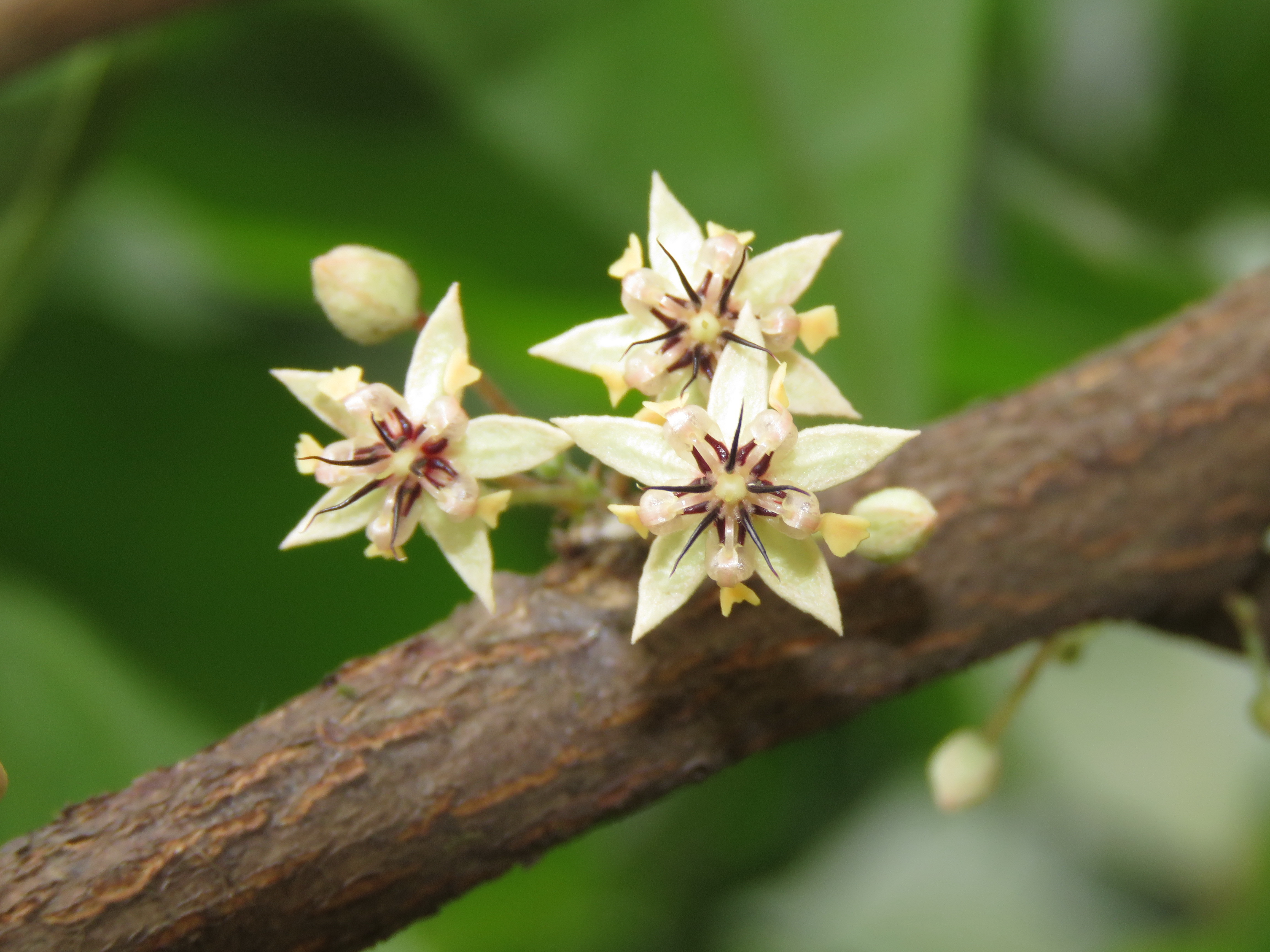
Kwiaty

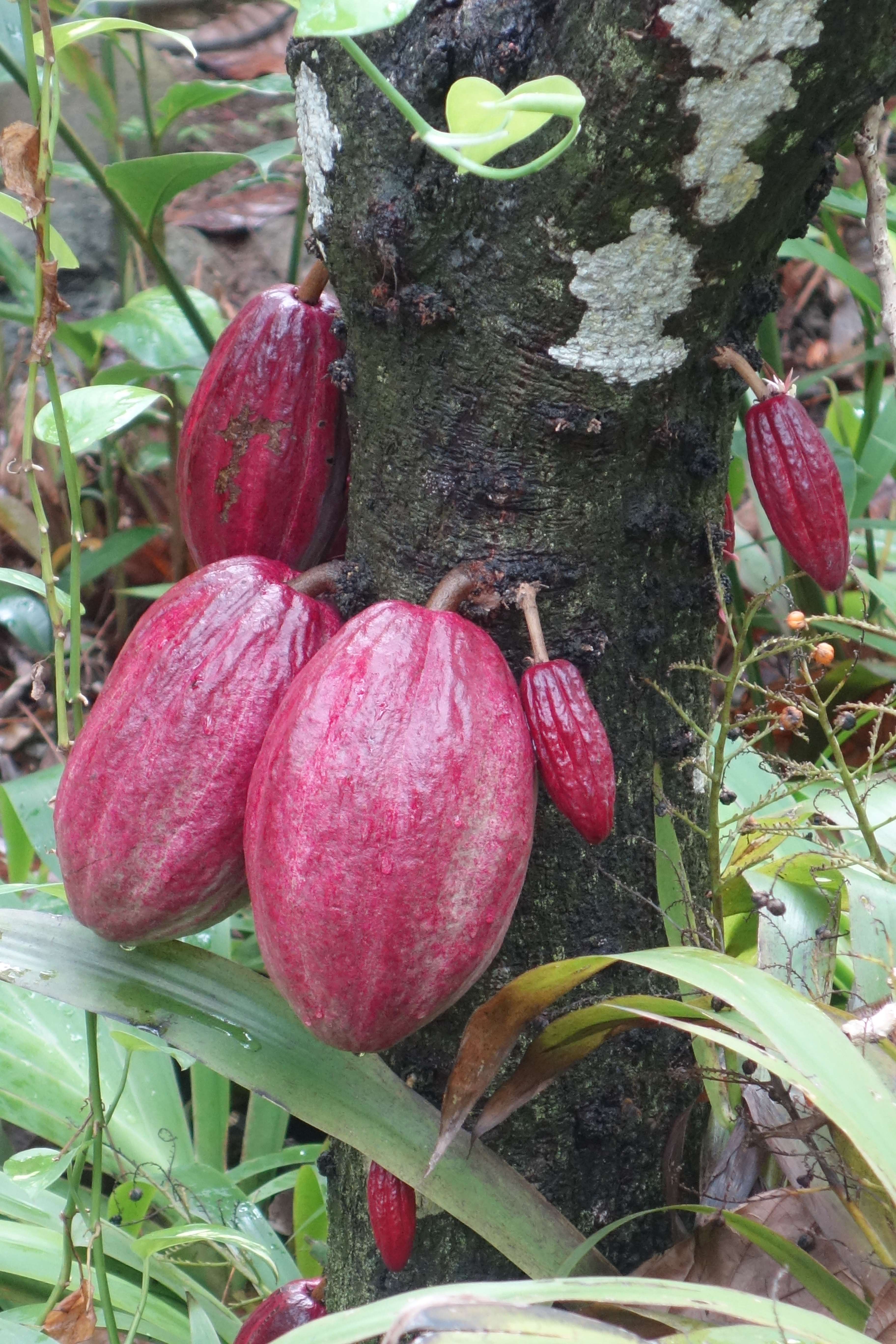
Owoce

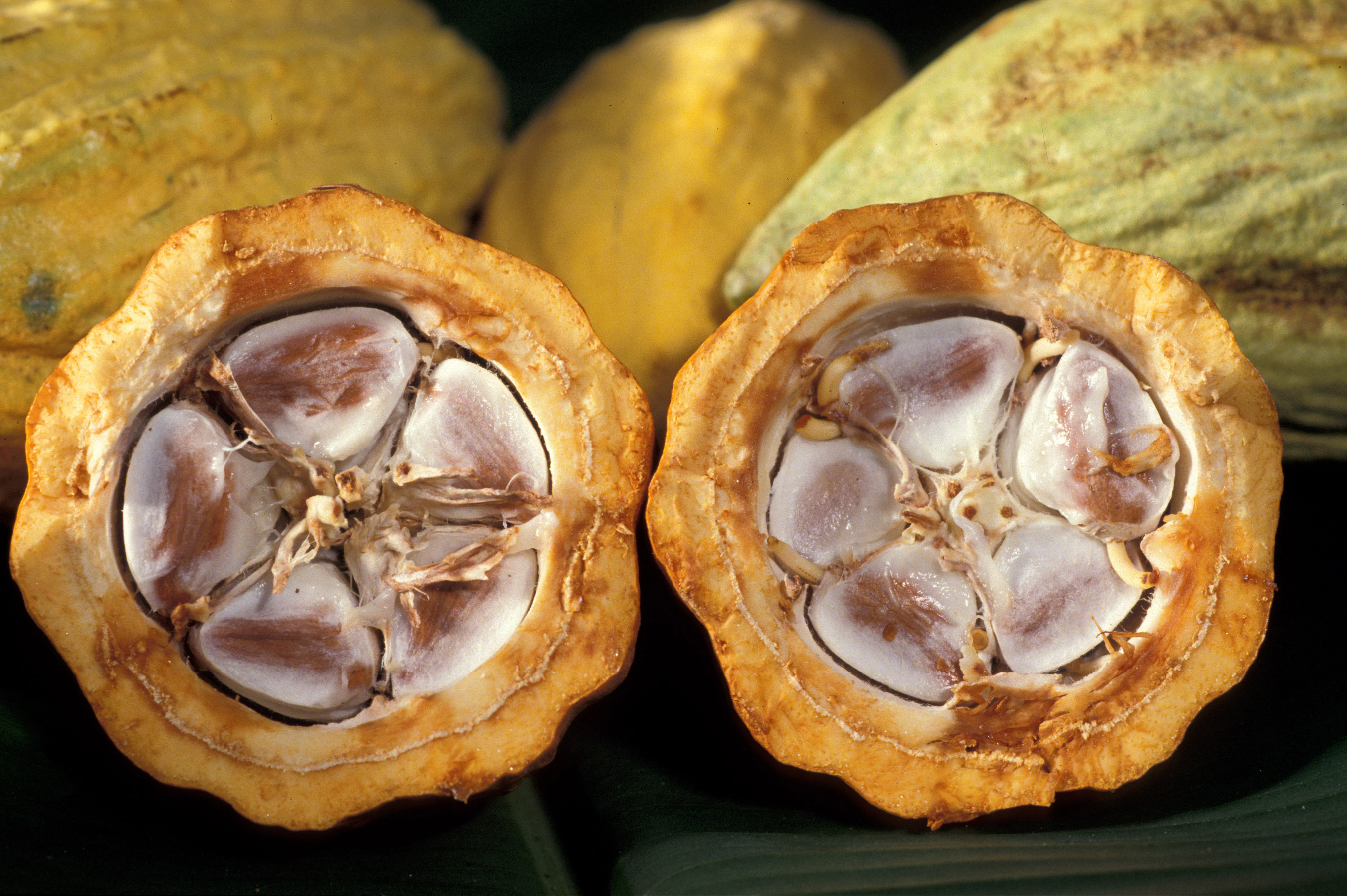
Przekrój owocu kakaowca

## Morfologia
PokrójWieczniezielone drzewo o zwartej koronie wysokości 10–15 m lub krzew do 5 m wysokości. Ma cienką, cynamonowo-brązową korę. Drzewo kakaowca ma silnie rozwinięty system korzeniowy.
LiścieUlistnienie naprzemianległe. Liście podłużniejajowate do szerokolancetowatych, skórzaste. Mają długość 20–30 cm. Przyrastają przez cały rok.
KwiatyRóżowe do czerwonych, osadzone na krótkich szypułkach wyrastających w pęczkach bezpośrednio z pnia i konarów. Takie zjawisko nazywa się kauliflorią. Kwiaty składają się z 5 czerwonych działek kielicha, 5 cytrynowożółtych z czerwonymi prążkami płatków korony, 1 pięciodzielnego słupka i 5 pręcików.
OwoceOwalne jagody (250 × 100 mm), bruzdkowane lub gładkie o kształcie przerośniętego ogórka, przypominające piłki do futbolu amerykańskiego. Okryte są grubą łupiną. Zawierają 20 do 60 płaskich lub kulistych nasion (tzw. ziaren kakaowych), pokrytych aromatycznym białym śluzem, pogrążonych w przyjemnie pachnącym, czerwonawym miąższu o słodkawym smaku. 

## Nazewnictwo
Naukowa nazwa rodzajowa nadana została przez Karola Linneusza, który zastąpił nazwę wcześniej stosowaną – Cacao, jako barbarzyńską, wywodzącą się z języka nahuatl (cacahoaquahuitl). Zostawił tę nazwę jednak jako epitet gatunkowy. Wprowadzona przez niego nazwa rodzajowa Theobroma wywodzi się z greckich słów θεoς (theos = bóg) oraz βρῶμα (broma = pożywienie). 

## Zbiory kakaowca na świecie
Największymi eksporterami ziaren kakaowca w krajach afrykańskich są: Wybrzeże Kości Słoniowej, Ghana, Nigeria oraz Kamerun; w krajach amerykańskich: Brazylia, Ekwador, Dominikana, Kolumbia oraz Meksyk, a w krajach azjatyckich: Indonezja, Papua-Nowa Gwinea i Malezja.

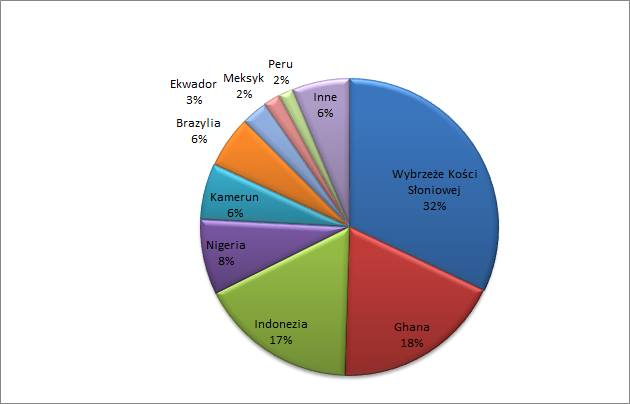
Procentowy udział w zbiorach kakaowca w 2015 r.

## Zastosowanie

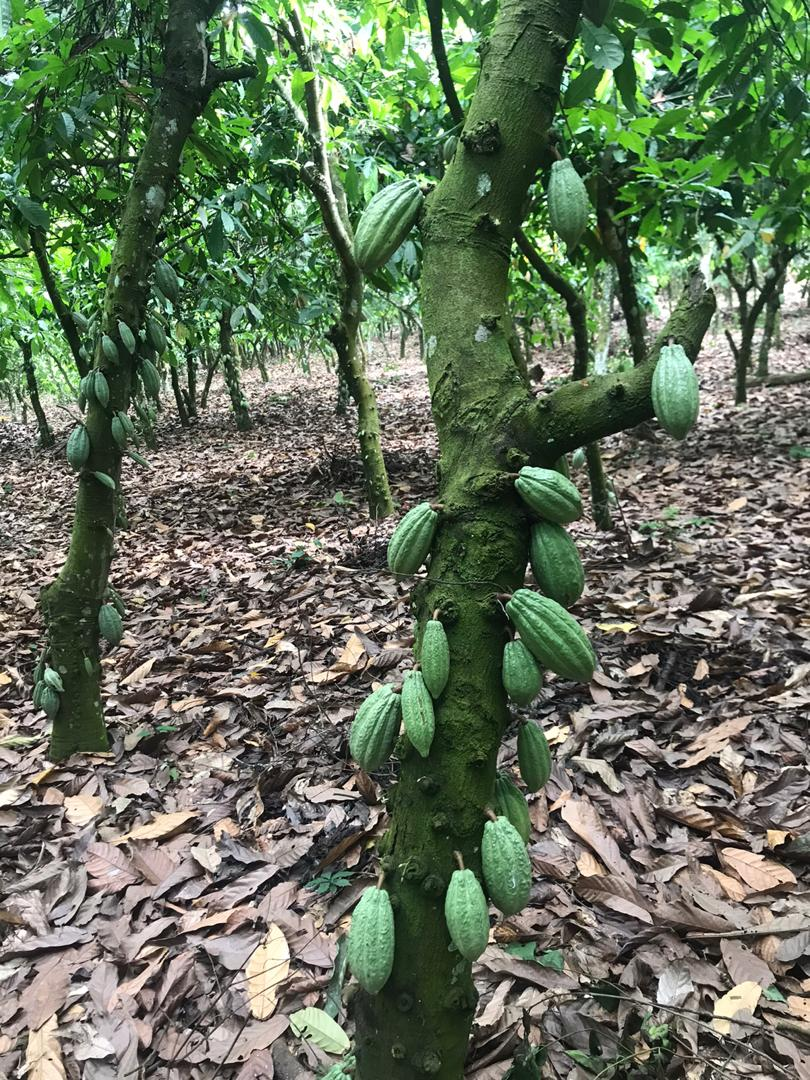
Kakaowce na plantacji

- Historia: Najstarsze ślady używania nasion kakaowca jako pożywienia stwierdzono w Ekwadorze w górnym biegu dopływów Amazonki na stanowisku archeologicznym datowanym na 5450–5300 lat BP. W Ameryce Środkowej znaleziska archeologiczne świadczą o wykorzystaniu tego gatunku od 3900 lat BP, a na terenach południowo-zachodniej części współczesnych Stanów Zjednoczonych od 1000 lat BP[5].
- Surowiec: Dojrzałe owoce usypuje się w pryzmy, które pod przykryciem w ciągu 4-5 dni ulegają wstępnej fermentacji. Następnie wyłuskuje się nasiona, które poddawane są wtórnej fermentacji, a po niej suszone. Kolejnym krokiem jest prażenie i mielenie, w wyniku czego otrzymywana jest gęsta masa, z której w procesie tłoczenia otrzymuje się masło kakaowe, a odtłuszczone wytłoki, poddane powtórnemu mieleniu, przybierają postać proszku kakaowego (potocznie: kakao).

## Uprawa
WymaganiaKakaowiec potrzebuje wilgotnego, gorącego klimatu o małych amplitudach dobowych i rocznych temperatur, a taki charakter ma klimat okołorównikowy. Gatunek ten nie znosi silnych wiatrów oraz ostrego słońca, dlatego drzewo kakaowe najlepiej rozwija się pod osłoną wysokich drzew. Kakaowiec uprawia się na żyznych, głębokich i przewiewnych glebach dobrze odwadnianych.
Pielęgnacja i zbioryDrzewa kakaowca sadzi się w rzędach w odległości 2-6 metrów. Drzewo zaczyna owocować między 3 a 5 rokiem od zasadzenia, a największe plony można zbierać gdy drzewo ma od 8 do 15 lat. Od 4 do 6 miesięcy po zakwitnięciu ukazują się owoce.
Występują dwa okresy zbiorów-główny od września do marca (80% zbiorów) i drugorzędny od kwietnia do września (20% zbiorów). Po zebraniu owoce rozcina się na pół i wyjmuje się z nich ziarna wraz z miąższem.